# Without You (Mötley-Crüe-Lied)
Without You ist ein Lied der US-amerikanischen Glam-Metal-Band Mötley Crüe aus ihrem fünften Studioalbum Dr. Feelgood. Der Song wurde daraus als dritte Single im Februar 1990 ausgekoppelt.

## Hintergrund
Es handelt sich um eine Hard-Rock- bzw. Glam-Metal-Ballade. Nikki Sixx schrieb Without You gemeinsam mit Mick Mars. Im Songtext versichert der Protagonist der geliebten Person, dass er ohne sie verloren sei. Er könne einen Berg zwar anschauen, aber ihn allein nicht bezwingen. Im Songtext heißt es: „Without you, without you / A sailor lost at sea / Without you, woman / The world comes down on me“. Mark La France übernahm den Hintergrundgesang bei dem Lied.

## Musikvideo
Die Band ist im Musikvideo auf einem Set mit Felsen und Statuen zu sehen. Es wurde am 15. Januar 1990 im Grand 1894 Opera House in Galveston, Texas aufgenommen, nachdem Mötley Crüe zuvor in Houston gespielt hatten. Liebessymbole wie Amulette, Rosen oder goldene Herzen mit Schlüssel werden mit den damaligen technischen Möglichkeiten animiert gezeigt. Ein Jaguar schleicht umher. Auch ein Streichorchester ist zu sehen. Mick Mars spielt das Solo auf einer elektrischen Slideguitar. Das Video wurde unter der Regie von Mary Lambert (unter dem Pseudonym Blanche White) gedreht. Produzentin war Sharon Oreck für O Pictures, die Kamera führte Bill Pope. Lambert hatte zunächst die Idee für ein Motorradvideo, doch die Band war dagegen, da sie dies bereits für Girls, Girls, Girls gemacht hatte. Der Clip wurde bei YouTube über zwölf Millionen Mal abgerufen.

## Rezeption
Without You erreichte in den Vereinigten Staaten Rang acht der Billboard Hot 100 – womit es die am zweithöchsten platzierte Single der Band ist –, im Vereinigten Königreich Platz 39 der Charts sowie in Australien Platz 45. Das Musikvideo wurde bei MTV in den USA 1990 zum „Most Requested Video“ gewählt.

## Weitere Verwendung
Eine Coverversion existiert von Clare Bowen und Sam Palladio aus dem Jahr 2014.